# Var (megye)
Var (IPA: [vaʁ]) a 83 eredeti département egyike, amelyeket a francia forradalom alatt 1790. március 4-én hoztak létre.

## Elhelyezkedése
Franciaország déli részén, Provence-Alpes-Côte d’Azur régiójában található megyét keletről Alpes-Maritimes, délről a Földközi-tenger, nyugatról Bouches-du-Rhône északról pedig Vaucluse illetve Alpes-de-Haute-Provence megyék határolják.

## Települések
A megye legnagyobb városai 2011-ben:
| Település            | Népesség |
| -------------------- | -------- |
| Toulon               | 163 974  |
| La Seyne-sur-Mer     | 62 082   |
| Hyères               | 54 600   |
| Fréjus               | 51 839   |
| Draguignan           | 36 391   |
| Six-Fours-les-Plages | 34 897   |
| Saint-Raphaël        | 33 603   |
| La Garde             | 25 930   |
| La Valette-du-Var    | 20 754   |
| Sanary-sur-Mer       | 16 429   |

## Galéria

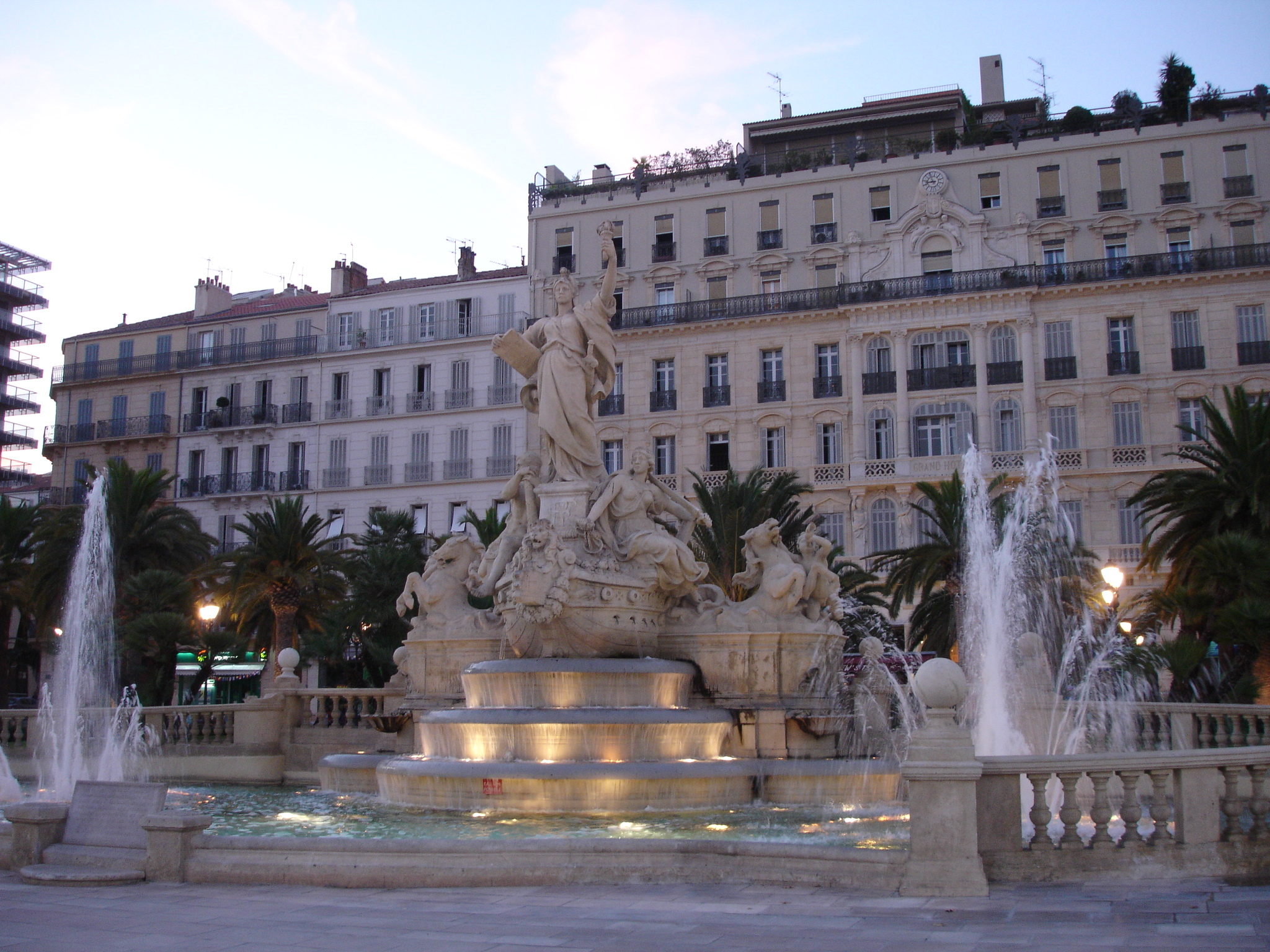
Toulon
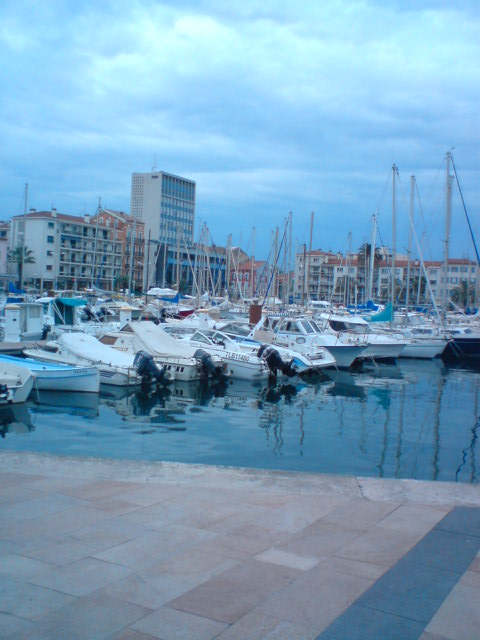
La Seyne-sur-Mer
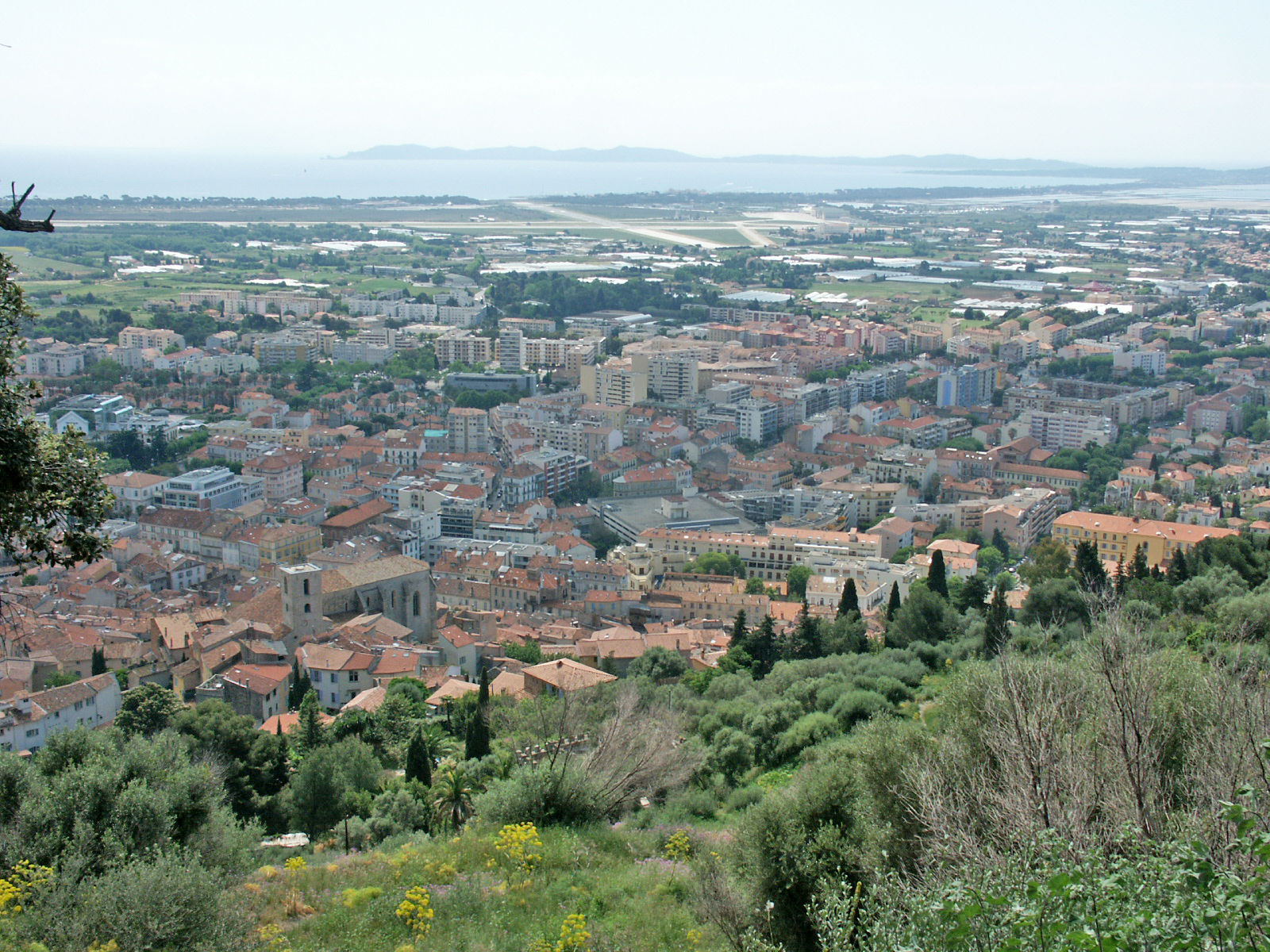
Hyères
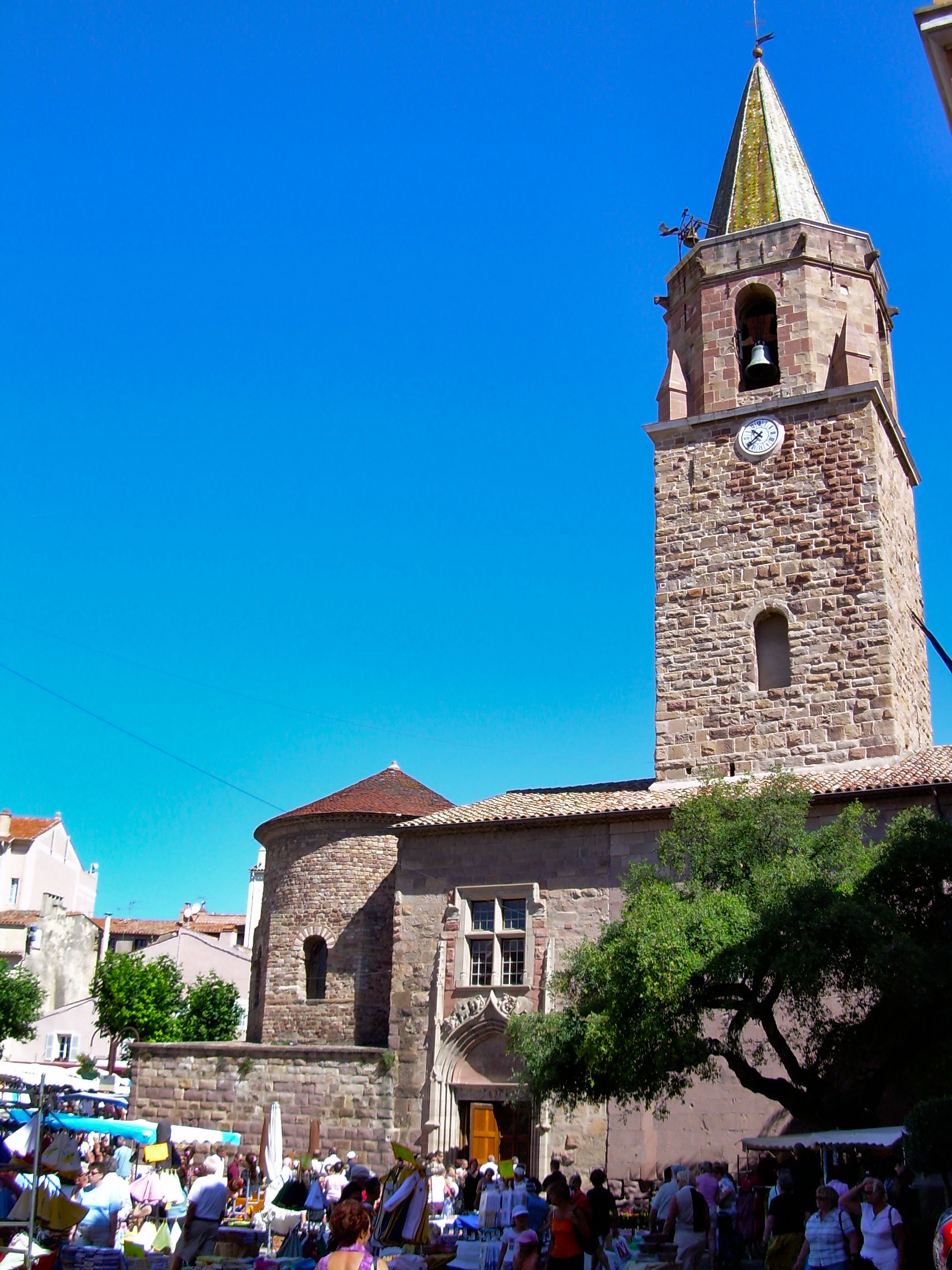
Fréjus